# Порхунов, Николай Иванович
Николай Иванович Порхунов (1904–1980) — советский архитектор. Член Союза архитекторов СССР. 

## Биография
Родился в селе Великий Бобрик под Одессой, в крестьянской семье. 
Обучался на архитектурном факультете Одесского художественного института (1925–1930).
Работал в институте «Гипроград».
Увлекался филокартией с молодости и собрал коллекцию из 80 тысяч почтовых открыток с видами населённых пунктов СССР. Коллекция хранилась в 400 альбомах на стеллажах в квартире. Были редкие экземпляры начала XX века, выпущенные малыми тиражами. Архитекторы Киева обращались при реставрации и реконструкции к коллекции Порхунова, чтобы увидеть внешний вид зданий и историю застройки города т.к в ней насчитывалось 11 альбомов с видами архитектурных памятников и ансамблей Киева, его улиц и площадей. После смерти архитектора его коллекция разошлась по рукам разных владельцев.

## Работы
В конце 1920-х годов Н. И. Порхунов спроектировал архитектурный комплексинтернационального детского дома МОПРа в Иваново. Здание построено в стиле конструктивизма и с высоты птичьего полёта напоминает серп и молот.
В 1928 году в Сталино (теперь Донецк) по проекту Г. Яновицкого и Н. Порхунова был построен кинотеатр «Комсомолец».
В 1934 году отреставрировал здание Дома советов на площади Ленина, построенное в 1929 году по проекту архитектора Людвига Ивановича Котовского. Работы по реконструкции были приурочены к семнадцатой годовщине Великой Октябрьской социалистической революции. Во время реконструкции полностью изменили отделку здания и достроили четвёртый этаж.
В 1936 году по проекту Н. И. Порхунова под Дворец пионеров было перестроено здание клуба строителей, построенное по проекту архитектора Г. Яновицкого.
В 1936 году по проекту Порхунова был построен институт гигиены труда на улице Челюскинцев (Позже здание занял донецкий областной апелляционный суд).
Во время строительства гостиницы «Донбасс» в 1938 году переработал проект И. И. Речаника и А. А. Шуваловой. Здание в военное время было частично разрушено. С 1947 по 1949 годы здание гостиницы было реконструировано по проекту Н. И. Порхунова.
В 1945 году институтом «Гипроград» была составлена схема развития центральных районов Донецка. Н. И. Порхунов принимал участие в разработке этой схемы, над которой также работали А. Д. Кузнецов, Б. В. Дабановский, Г. И. Навроцкий, Л. С. Барабаш, Г. А. Благодатный и другие.
Донецкая областная библиотека имени Крупской, построенная в 1935 году по проекту архитектора Эммануила Львовича Гамзе во время Великой Отечественной войны сильно пострадала и до 1955 года велись ремонтные работы и реконструкция по проекту Н. И. Порхунова.
Автор реконструкции жилого дома по улице Артёма, 121.
- Первый вариант кинотеатра «Комсомолец». Фотография 1932 года.
- Дом Советов. Фотография 1930-x годов.
- Административное здание по Артёма 60
- Донецкий областной апелляционный суд
- Гостиница «Донбасс» после окончания строительства. Фотография 1938 года.
- Донецкая государственная областная универсальная научная библиотека им. Н. К. Крупской